# Alisha Natasha Fortune
Alisha Natasha Fortune (sinh ngày 5 tháng 6 năm 1975)  là một vận động viên điền kinh người Guyana nổi tiếng với các nội dung chạy nước rút. Cô là nhà vô địch thế giới W40 2015 ở các cự ly 100 mét, 200 mét và 400 mét. Năm 2014, cô đã giành được huy chương vàng trong cùng một sự kiện tại Thế vận hội NCCWMA ở San Jose, Costa Rica. Trước đây cô từng đại diện cho Guyana tham gia thi đấu tại Thế vận hội ALBA 2011.
Cô bắt đầu chạy từ năm 9 tuổi, ban đầu là một vận động viên chạy cự ly nhưng đã được chuyển sang bộ môn chạy nước rút sau khi huấn luyện viên Dennis Smith thấy cô chạy. Ngay từ năm 17 tuổi, cô đã đủ điều kiện tham gia Thế vận hội CARIFTA năm 1992, nhưng không thể tham dự do hạn chế về tài chính. Những hạn chế đó có nghĩa là cô ấy không bao giờ có thể đến Thế vận hội mà Guyana chỉ gửi đại diện hạn chế. Cô là một vận động viên W35 khi cô cố gắng với những nỗ lực cá nhân trong nội dung 200 mét 24,33 (+ 0,5) để chiến thắng giải Hampton International Classic ở Cảng Tây Ban Nha năm 2010.
Cô luôn quan tâm đến điền kinh, sau đó trở thành một nhà trị liệu massage chuyên nghiệp và là bà mẹ đơn thân của ba đứa trẻ. Khả năng của cô nổi trội trên trường thế giới nhưng trong cuộc sống sau này phải được hỗ trợ bởi sự tài trợ mà cô ấy nhận được từ một cửa hàng địa phương ở Georgetown.
Xuất thân từ Beterverwagting, cô cũng dành thời gian làm trọng tài bóng đá và body-building. Cô đã tham gia body-building vào năm 2007 và kể từ đó đã tập luyện tại phòng tập thể dục là một phần trong lối sống của cô. Cô tham gia cuộc thi thể hình Hugh Ross Classic và đã giành chiến thắng năm lần kể từ đó. Cô cũng đã giành được"Hoa hậu chân đẹp nhất"mỗi năm tại cuộc thi Flex Night địa phương.